# Trébla
Moïse Albert Delvaille dit Trébla, né le 30 mai 1870 à Neuilly-sur-Seine et mort le 21 octobre 1943 dans le 17e arrondissement de Paris, est un auteur dramatique et romancier français.

## Biographie
Fils d'un négociant originaire de Bayonne, il fait ses études à l'École Monge puis doit rejoindre son père à Sète où il fait jouer sa première pièce. Il n'a alors que 15 ans. Il choisit comme nom d'artiste son prénom à l'envers. De retour à Paris, il devient un auteur de théâtre à succès, ses pièces ont ensuite été représentées sur de nombreuses scènes dont le Théâtre Antoine, La Cigale ou le Bataclan.
En 1908, sur la sollicitation de Charles Debray, il écrit avec Codey au sujet de l'affaire Légitimus dans la revue équestre et nautique en mettant en scène Sherlock Holmes sur les traces de Légitimus jusqu'au Nouveau Cirque.
Veuf de Marthe Gabrielle Immanuel, il meurt en 1942 en son domicile au 202, boulevard Malesherbes à Paris et est inhumé au Cimetière de Montmartre (division 3) dans la tombe familiale.

## Distinctions
- Officier de l'Instruction publique (1905)[7]
- Chevalier de la Légion d'honneur (1930)[8]

## Œuvres
- Le Médecin vétérinaire, vaudeville en un acte, 1885
- Le Harem de Pontarlier, maraboulerie en 1 acte, avec Carin, musique de Laurent Halet, 1897
- Elle !, drame réaliste en 1 acte, avec John Croisier, 1898
- Personne !, comédie en 1 acte, 1899
- Un amant de cœur, comédie-pantalonnade en 1 acte, avec Léon Garnier, 1900
- L'Amour en fantaisies, 1900
- Cornarville, pièce en 1 acte, avec Jean Lavaur, 1900
- Les Joyeux Chauffeurs, ou le Jeu de l'auto, pièce en 1 acte, avec Carin, 1900
- Napoléglon, pièce en 1 acte et 3 tableaux, avec Harry Blount, 1900
- Nostalgie, drame en 1 acte, avec Eugène Héros, 1900
- Une actualité sensationnelle, comédie en 1 acte, avec Henry de Forge, 1900
- La Grève des couturières, vaudeville en 1 acte, avec Harry Blount, 1901
- Claudine en vadrouille, pièce en 4 tableaux, musique de Laurent Halet, 1902
- Cendrillette ou la Culotte merveilleuse, pièce en 2 actes et 2 tableaux, avec René Schwaeblé, 1903
- Le 68e Plongeurs à cheval, fantaisie-opérette en 2 actes, avec Harry Blount, 1904
- Agitons nos gambettes, fantaisie en 1 acte, 1904
- Mariage et Photographie, vaudeville en 1 acte, 1904
- Restaurant pour dames (Ladies' house), pièce en 1 acte, avec Edmond Char, 1904
- La Corde, pièce en 1 acte, avec Gustave Coquiot, 1905
- Maison Bonnard et Legrenay, drame en 1 acte, 1905
- La Guêpe, comédie dramatique en 1 acte, avec Gustave Coquiot, 1906
- Les Treize jours de Laburette, pièce en 1 acte et 1 tableau, 1906
- La Belle et la Bonne, vaudeville en 1 acte, avec Peter Carin, 1907
- Coco-Chéri, opérette en 2 actes et 4 tableaux, avec Codey, musique de François Perpignan, 1907
- Dans les vieux pots, comédie en 1 acte, avec Eugène Héros, 1907
- Vive la République !, pièce en 1 acte, avec Gustave Coquiot, 1907
- L'Ami de la justice, comédie en 1 acte, avec Gustave Coquiot, 1908
- Revue du Nouveau-Cirque avec Émile Codey, 1908[9].
- Ali-Bébé ou les Quarante voleuses, opérette en 2 actes et 4 tableaux, avec Émile Codey, musique de Gustave Goublier, 1909
- La Petite Poison, avec Émile Codey, 1909
- Le Plus Beau Corps de France, fantaisie militaire en 2 actes et 5 tableaux, avec Émile Codey, 1910
- Des mots, des phrases, 1918
- Caille sur canapé, pièce en un acte, avec Marc Sonal, 1920
- Madame la vie, 1920
- Chez les Clapet, saynète, 1921
- Les femmes des amis, c'est sacré ! ou le Cocu débonnaire, 1924
- Une maison où l'on cause, pièce en 1 acte, 1924
- J'veux pas rester vieille fille, roman, avec Lyonel Robert, 1925
- Pactaquate, 1935
- 2 de Marseille, avec Marc Sonal, 1937
- L'Héritière de Courmelon, pièce en un acte, avec Marc Sonal, 1938
- Un mouchoir à la fenêtre, sketch radiophonique, 1938
- Un seul amour, comédie en un acte, avec Marc Sonal, 1938

## Distinction
- Prix du Bon Marché par la Société des Gens de Lettres en 1920[10]